# JxJxTV
『JxJxTV』は、2015年7月23日からスペースシャワーTVで毎月第四木曜日の24:00 - 25:00（JST）に放送している音楽・カルチャー番組。サイトウ"JxJx"ジュン初の冠番組。

## 出演者
MC
- サイトウ"JxJx"ジュン（YOUR SONG IS GOOD）

## 番組構成
番組は毎回ゲストを迎えたその回のメインになる特集と、その月の音源、人物、食べ物などからTOP5をサイトウが選ぶ「JxJxTV TOP5」のコーナー、随所で差し込まれるMVで構成されている。
その他、アーティストの逸品を紹介する「MASTER'S CHOICE」などの不定期コーナーも。